# Suleja
Suleja és una ciutat de l'estat del Níger a Nigèria, centre d'una LGA amb una població al cens del 2006 de 216.578 habitants. Està situada al nord d'Abuja, i és també capital de l'emirat de Suleja. A vegades se la confon amb Abuja, donada la proximitat i que antigament es va dir també Abuja fins que el govern nigerià va decidir el 1976 donar aquest nom a la capital del país (nom derivat de l'Emir Sulayman Barau).
Fou fundada al segle xix per Mohammed Makau, el darrer emir haussa de Zaria quan va fugir dels gihadistes fulanis. Zaria o Zazzau era abans una ciutat haussa fins que fou conquerida pels fulanis sota el carismàtic xeic Usman Dan Fodio.